# Binz Xtend
Binz Xtend – niemieckie kombi produkowane przez firmę Binz. Pojazd został zbudowany na podstawie Mercedesa klasy E kombi. Posiada silniki z klasy E oraz 8-biegową automatyczną skrzynię biegów własnej konstrukcji. Model ten w porównaniu do klasy E kombi został zmieniony tylko w tym, że przedłużono część za słupkiem C. Dzięki temu bagażnik powiększył pojemność z 1950 l do 2620 litrów. Najmocniejszy silnik pochodzi z klasy E 63 AMG i osiąga moc 518 KM. Pojazd waży niecałe 2100 kg, mierzy niecałe 5,8 metra, jest wysoki na 1,5 metra oraz szeroki na niewiele ponad 2 metry.